# Vaseem Khan
Vaseem Khan (Newham, 1973) è uno scrittore britannico.

## Biografia
Nato a Newham nel 1973 da genitori originari del Pakistan, ha studiato finanza alla London School of Economics and Political Science e lavorato dieci anni in India come consulente di gestione aziendale.
È principalmente noto per la serie gialla avente per protagonista l'ispettore indiano in pensione Ashwin Chopra e il suo assistente Ganesh, un piccolo elefante.
Nel 2017 ha vinto un premio Shamus con il romanzo The Perplexing Theft of the Jewel in the Crown e un Ellis Peters Historical Award nel 2021 con Midnight at Malabar House.
Nel 2023 è stato eletto presidente della Crime Writers' Association, prima persona di colore a ricoprire tale incarico dalla fondazione dell'associazione.

## Opere

### Serie Agenzia investigativa Baby
- L'inaspettata eredità dell'ispettore Chopra (The Unexpected Inheritance of Inspector Chopra, 2015), Roma, Newton Compton, 2016 traduzione di Sandro Ristori ISBN 978-88-541-9127-3.
- The Perplexing Theft of the Jewel in the Crown (2016)
- The Strange Disappearance of a Bollywood Star (2017)
- Murder at the Grand Raj Palace (2018)
- Inspector Chopra and the Million-Dollar Motor Car (2018)
- Bad Day at the Vulture Club (2019)
- Last Victim of the Monsoon Express (2019)

### Serie ispettore Wadia
- Midnight at Malabar House (2020)
- The Dying Day (2021)

## Premi e riconoscimenti
- Premio Shamus per il miglior romanzo tascabile originale: 2017 vincitore con The Perplexing Theft of the Jewel in the Crown
- Ellis Peters Historical Award: 2021 vincitore con Midnight at Malabar House